# Ернст Хајнрих Вебер
Ернст Хајнрих Вебер (24. јун 1795 — 26. јануар 1878) био је немачки лекар који се сматра једним од оснивача експерименталне психологије. Био је утицајна и важна личност у областима физиологије и психологије током свог живота и касније. Његове студије о осећају и додиру, заједно са његовим нагласком на добрим експерименталним техникама, довеле су до нових праваца и области проучавања за будуће психологе, физиологе и анатоме.
Ернст Вебер је рођен у академској средини, а његов отац је радио као професор на Универзитету у Витенбергу. Вебер је постао лекар, специјализован за анатомију и физиологију. Два његова млађа брата, Вилхелм и Едуард, такође су били утицајни у академској заједници, обојица као научници од којих је један био специјализован за физику, а други за анатомију. Ернст је постао предавач и професор на Универзитету у Лајпцигу и ту је остао до пензионисања.

## Контрибуције

### Веберов закон
Веберов закон гласи:
Другачије речено, релативни диференцијални праг је константан, што се математичком формулом може изразити на следећи начин:
| „ | Најмањи прираштај дражи који се може запазити, а представља константни пропорционални део основне или стандардне дражи. | ” |

{\displaystyle {\Delta D \over D}=K} △D представља једва приметну разлику, D је интензитет стандардне дражи, а K је константа.
На основу резултата експерименталних испитивања прага разлике и њиховог тумачења немачког психофизичара Ернста Х. Вебера, овај закон је формулисао његов ученик Теодор Густав Фехнер. Уколико је једна драж јача (нпр. светлосна, звучна, густативна и сл.), утолико је потребан већи прираштај дражи да би се могао запазити. Величина константе варира од једног до другог модалитета (нпр. за визуелне дражи је 1/100, за звучне 1/11, за олфактивне 1/10, а за притисак 1/7).

### Једва приметна разлика
Вебер је уочио једва приметну разлику (енг. јust-noticeable difference) или ЈПР (енг. JND) описао на следећи начин: „посматрајући диспаритет између ствари које се пореде, не опажамо разлику између ствари, већ однос ове разлике и величине ствари које се пореде. Другим речима, у стању смо да разликујемо релативну разлику, а не апсолутну разлику између ставки. Или, можемо разликовати стимулусе који имају константан однос, а не константну разлику. Овај однос је познат као Веберов разломак. Веберов први рад са ЈПР-ом имао је везе са разликама у тежини. Он је навео да је ЈПР „минимални износ разлике између две тежине који је потребан да се разликују“.
Открио је да је најбоља дискриминација између тежина била када су се оне разликовале за 8–10%. На пример, ако сте држали блок од 100 g, други блок би морао да буде тежак најмање 108 g да би се могао разликовати. Вебер је такође сумњао да се константни разломак примењује за сва чула, али је различит за свако чуло. Када се пореде разлике у дужини линије, мора постојати најмање 0,01 разлика да би се разликовале. Када се пореди висина тона музике, мора постојати разлика од најмање 0,006 вибрација у секунди. Дакле, за свако чуло је потребно одређено повећање интензитета да би се уочила разлика.

### Експериментална психологија
Већи део своје каријере Вебер је радио са својом браћом, Вилхелмом и Едуардом, и партнером Густавом Теодором Фехнером. Током ових радних односа, Вебер је завршио истраживања о централном нервном систему, слушном систему, анатомији и функцији мозга, циркулацији итд., као и велики део истраживања о сензорној физиологији и психологији. Следеће ставке су део Веберовог доприноса експерименталној психологији:

### Експериментална теорија таласа
Проучавао струјање и кретање таласа у течностима и еластичним цевима.

### Хидродинамика
Вебер је открио законе и применио их на циркулацију. Године 1821. Вебер је покренуо серију експеримената о физици течности са својим млађим братом Вилхелмом. Ово истраживање је било први детаљан приказ хидродинамичких принципа у циркулацији крви. Вебер је наставио своја истраживања крви и 1827. године дошао је до још једног значајног открића. Вебер је објаснио еластичност крвних судова у кретању крви у аорти у непрекидном току до капилара и артериола.

### Техника прага у две тачке
Ова техника је помогла у карти осетљивости и оштрини додира на телу помоћу технике компаса. Тачке компаса би биле постављене на различитим растојањима како би се видело на којој удаљености се тачке компаса перципирају као две одвојене тачке уместо као једна једина тачка. Вебер је такође писао и тестирао друге идеје о осећају, укључујући терминални праг, што је највећи интензитет који је појединац могао да осети пре него што осећај више није могао да буде откривен.

### Веберова илузија
Веберова илузија је „искуство дивергенције две тачке када се стимулација помера преко неосетљивих области и конвергенције две тачке када се помера преко осетљивих области“. Веберова употреба мултиваријантног експеримента, прецизних мерења и истраживања сензорне психологије и сензорне физиологије поставила је основу за прихватање експерименталне психологије као поља и пружање нових идеја колегама психолозима из 19. века да се прошире.